# Cryptoscatomaseter salsburyi
Cryptoscatomaseter salsburyi är en skalbaggsart som beskrevs av Gordon 2006. Cryptoscatomaseter salsburyi ingår i släktet Cryptoscatomaseter och familjen Aphodiidae. Inga underarter finns listade i Catalogue of Life.